# Alter Schlachthof (Karlsruhe)

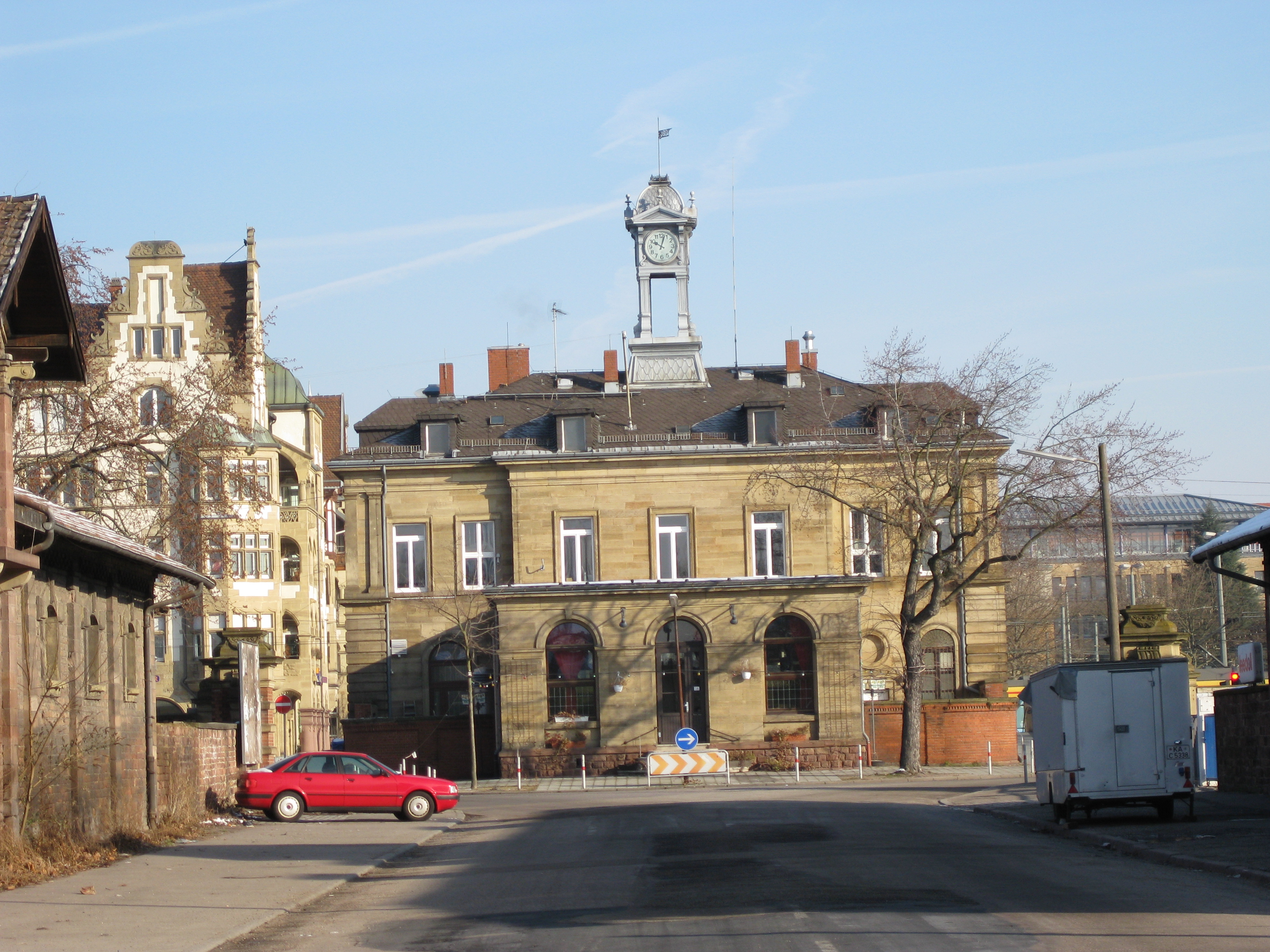
Alter Schlachthof in Karlsruhe (2009)

Der Alte Schlachthof ist ein Areal in der Karlsruher Oststadt, auf welchem sich bis 2006 der städtische Schlachthof befand und seitdem ein sogenannter Kreativpark entsteht, bestehend aus Kulturzentren und künstlerischen Einrichtungen.
Die Mieter des Kreativparks haben sich seit 2010 im Verein ausgeschlachtet e.V. zusammengeschlossen. Der Verein hat sich das Ziel gesetzt, aktiv an der Entwicklung des Geländes mitzuwirken und gemeinsame Projekte nach außen zu kommunizieren.

## Gelände
Das Gelände befindet sich in der Karlsruher Oststadt. Es wird im Norden begrenzt durch die Durlacher Allee, im Osten durch den Messplatz sowie im Süden beziehungsweise Westen durch den Otto-Dullenkopf-Park und das Schloss Gottesaue. Insgesamt steht eine Fläche von über sieben Hektar zur Fortentwicklung des Kreativparks zur Verfügung.
Die gesamte Anlage des ehemaligen Schlacht- und Viehhofes steht als Sachgesamtheit unter Kulturdenkmalschutz.

## Geschichte
Bevor der Karlsruher Schlachthof an seinem heutigen Standort angesiedelt wurde, befand er sich an unterschiedlichen Stellen. Das erste Schlachthaus Karlsruhes, welches etwas mehr als zehn Jahre nach Stadtgründung 1726 erbaut wurde, lag am heutigen Marktplatz. Im Jahre 1794 stand ein Umzug an den heutigen Ludwigsplatz an, da die Geruchsbelästigung für die Anwohner unerträglich wurde. Bereits 1819 musste die Einrichtung erneut den Standort wechseln, da die Räumlichkeiten den gestiegenen Ansprüchen an Hygiene und Kapazität nicht gerecht wurden. Von nun an befand sich der Schlachthof in einem Neubau in der heutigen Leopoldstraße.
1883 wurde schließlich der Beschluss gefasst, den Schlachthof auf einem großen Areal in der in der Entstehung befindlichen Oststadt anzusiedeln. 1885 begann man unter der Leitung des Stadtbaumeisters Wilhelm Strieder mit dem Bau der Gebäude, am 28. März 1887 fand die feierliche Eröffnung statt. Man errichtete eine zweiflüglige Anlage, die von einer Mauer umschlossen am Rande der Stadt gelegen war. Zu den direkt zu Beginn errichteten Gebäuden zählen mehrere Stallgebäude, eine Kleinviehschlachthalle, eine Kaldaunenwäsche sowie Verwaltungsgebäude, Gaststätte und Pförtnerhaus. In den darauffolgenden Jahren wurden mehrere Erweiterungen durchgeführt, darunter 1892 ein Kühlhauses und eine Maschinenhalle, 1914 ein Pferdeschlachthaus sowie 1927 eine Schweinemarkthalle, die sich durch ihre Formensprache der Neuen Sachlichkeit von den älteren Gebäuden abhebt.
Die Anlage ist bis heute in ihrem Grundaufbau erhalten geblieben, alte Gebäude mit Sandsteinfassaden lassen noch immer sichtbar werden, wie dieser Ort einst genutzt wurde: Auf der einen Seite der Schlachthof, in dem geschlachtet und das Fleisch verarbeitet wurde, auf der anderen Seite der Viehhof, dort wurden die Tiere begutachtet und Handel getrieben. Ab 1950 bis in die 1980er Jahre wurde der Schlachthof infolge einer erhöhten Fleischnachfrage und veränderten technischen und hygienischen Vorgaben mehrfach baulich erweitert.
Mit der Zeit wurde der Betrieb von Teilen des Schlachthofes eingestellt. Ab Oktober 1992 befand sich der Kulturverein Tollhaus in der ehemaligen Wiegehalle des Schlachthofs, was als Auftakt der Umgestaltung des Geländes galt. In den 1990er-Jahren entstanden erste Pläne zur Anlegung eines Parks rund um das Schlachthof-Gelände. Als sich die Stadt Karlsruhe im Jahre 2004 um den Titel Kulturhauptstadt Europas 2010 bewarb, war die Entwicklung des Kreativparks Ostaue eines von vier Leitprojekten der Bewerbung.

## Kreativpark Alter Schlachthof
2005 verschmolz der Betreiber des Schlachthofes mit der Karlsruher Fächer GmbH. Ende 2006 wurde der Schlachtbetrieb eingestellt und der Schlachthof offiziell stillgelegt. Nachdem die Planungen für den Kreativpark zunächst im Januar 2007 im sogenannten Masterplan der Stadt Karlsruhe verankert wurden, legte der Gemeinderat das Umbaugebiet im selben Jahr im Dezember 2007 fest.
Anschließend beschleunigte sich die schrittweise Konversion des 7,8 Hektar großen Geländes. 2007 wurde die Schlachthofgaststätte eröffnet sowie das Tollhaus erweitert. Seit 2010 wurde die Schweinmarkthalle für Veranstaltungen genutzt. Die von der Stadt Karlsruhe mit 2,6 Millionen Euro finanzierten Umbauarbeiten hatten sich im Wesentlichen auf die Entkernung der Halle und das Aufstellen von rund 70 Überseecontainern beschränkt, die als Arbeitsstätten für die dort aktiven Existenzgründer dienen. Zudem wurden Ver- und Entsorgungsleitungen und ein Café am Halleneingang eingerichtet. Das gesamte Schlachthofgelände wird von einer Kooperation verschiedener Stadtentwicklungs-, Kultur- und Wirtschaftsförderungseinrichtungen der Stadt betreut.
2015 bezog die IT-Firma Citrix Systems als Hauptmieter einen viergeschossigen Bürohausneubau mit 8500 Quadratmetern Nutzfläche, das ebenfalls Existenzgründer sowie Unternehmen der Kreativ- und Kulturwirtschaft beherbergen soll.
Die vielen denkmalgeschützten Industrie- und Gewerbebauten, die gegen Ende des 19. Jahrhunderts errichtet wurden, sollen weiterhin über die ehemalige Nutzung des Areals Zeugnis ablegen und dabei durch neue Gebäude, die den historischen Baustil jedoch nicht kopieren, sondern sich durch moderne Architektur klar und bewusst abgrenzen, ergänzt werden. Die Neubauten sollen mit den vorhandenen Altbauten einen Spannungsbogen zwischen Historie und Gegenwart bilden.
Im Jahr 2010 fand zum ersten Mal die Kunst- und Kulturnacht Schwein gehabt! auf dem Gelände statt, bestehend aus Konzerten, Theateraufführungen und Ausstellungen von Kunstwerken. Dieses Konzept wurde 2012 sowie 2015, 2017 und nach einer coronabedingten Pause 2022 wiederholt.
In direkter Nachbarschaft zum Gründerzentrum Perfekt Futur und dem Kulturzentrum Tollhaus wurde das Festigungs- und Expansionszentrum FUX 2019 eröffnet, unmittelbar daneben schließt sich ein weiterer Neubau an, das sog. KWZ Kreativwirtschaftzentrum. Dem Konzept beinhaltet Absolventen kreativer Studiengänge Karlsruhes über ihre Studienzeit hinaus für die Stadt zu begeistern und jungen Unternehmen in der Wachstumsphase adäquate Räume anbieten zu können.
Der Alte Schlachthof hat sich zu einem Zentrum der Kultur- und Kreativwirtschaft entwickelt. Die Bundesregierung rechnet der Branche elf Teilmärkte zu, den Architekturmarkt, den Buchmarkt, die Designwirtschaft, die Filmwirtschaft, den Kunstmarkt, die Musikwirtschaft, den Pressemarkt, die Rundfunkwirtschaft, die Software- und Gamesindustrie, den Werbemarkt sowie den Markt für darstellende Künste. Auf dem Alten Schlachthof ist ein breiter Mix all dieser Branchen vertreten. Entstanden sind deshalb neben Büro- und Agenturräumen auch Werkstätten und Ateliers sowie Veranstaltungs- und Ausstellungsflächen für vor Ort oder in der Stadt ansässige Künstler.
Die Neunutzung des Schlachthofs hat unter anderem auch dazu beigetragen, dass Karlsruhe im Vergleichsmonitor „Cultural and Creative Cities Monitor“ des wissenschaftlichen Dienstes der EU-Kommission, Joint Research Centre (JRC), unter 36 Städten ihrer Größe in Europa, Platz 3 belegt.

## Nutzer
Der Kreativpark wird von einer Vielzahl von Nutzern für unterschiedliche Zwecke genutzt, u. a. aus den Bereichen Kunst und Kultur, Gastronomie sowie für Büros. Im Folgenden findet sich eine unvollständige Auswahl:
- Fettschmelze: Ateliergemeinschaft, Bürogemeinschaft und Veranstaltungsraum
- Vanory: Der Leuchtenhersteller entwickelt und fertigt hochwertige Wohnraumleuchten
- Kulturzentrum Tollhaus: soziokulturelles Zentrum mit vielfältigem Kulturprogramm unter anderem aus den Bereichen Musik, Tanz und Kabarett
- Im Schlachthof: Restaurant und Veranstaltungsort für kulturelle Veranstaltungen
- Alte Hackerei: Bar mit regelmäßigen Live-Musik-Auftritten, Lesungen etc.
- Substage: Musikclub, der Konzerte mit nationalen wie internationalen Künstlern veranstaltet, aber auch lokale Künstler fördert
- Perfekt Futur: Existenzgründerzentrum in der ehemaligen Schweinemarkthalle, mit 68 gebrauchten Seefrachtcontainern als Büroeinheiten
- Karlsruhe Event GmbH, Betreiberin von u. a. Das Fest
- Menschenrechtszentrum Karlsruhe: Initiative verschiedener Menschenrechts- und Flüchtlingshilfsorganisationen zur Unterstützung und Beratung von Asylbewerbern
- Fleischmarkthalle: Raum für künstlerische Veranstaltungen und temporäre Ausstellungen (bis 2018 im Umbau)
- Großmarkthalle: Bietet seit 2017 Atelier-, Ausstellungs- und Verkaufsräume für Kunsthandwerker
  - erdling | der Schmied fürs feine Geschmeide, Goldschmiede Atelier von Janosch Schneider
- Das FUX – Festigungs- und Expansionszentrum wurde im April 2019 eröffnet. Hier sollen Firmen, die aus dem Perfekt Futur rausgewachsen sind den nächsten Entwicklungsschritt realisieren Heute beheimatet es knapp 20 Betriebe und Organisationen u. a. das kommunale K3 Kultur- und Kreativwirtschaftbüro.

## Bilder

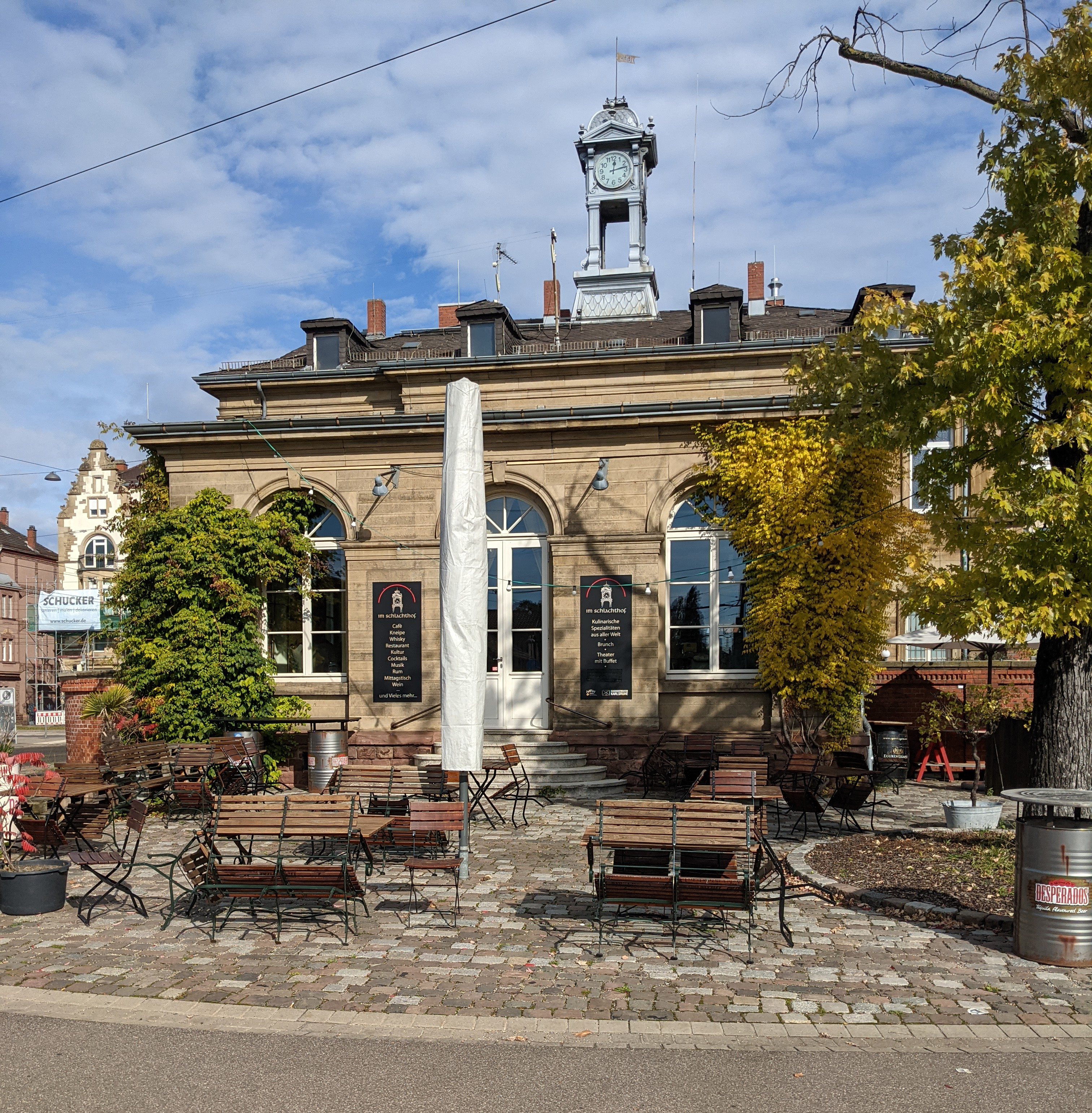
Gasthaus
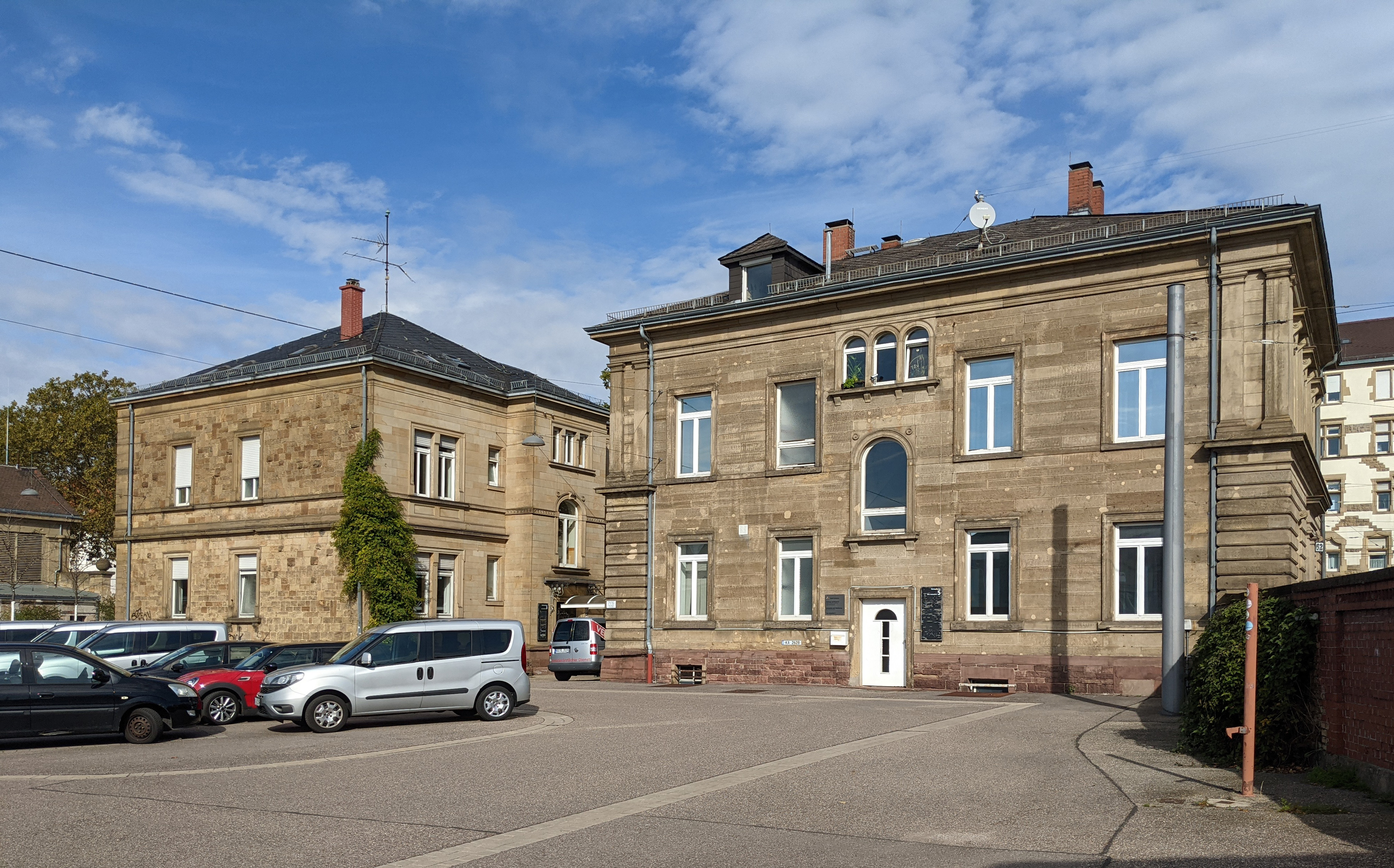
Direktorenhaus-Verwaltung
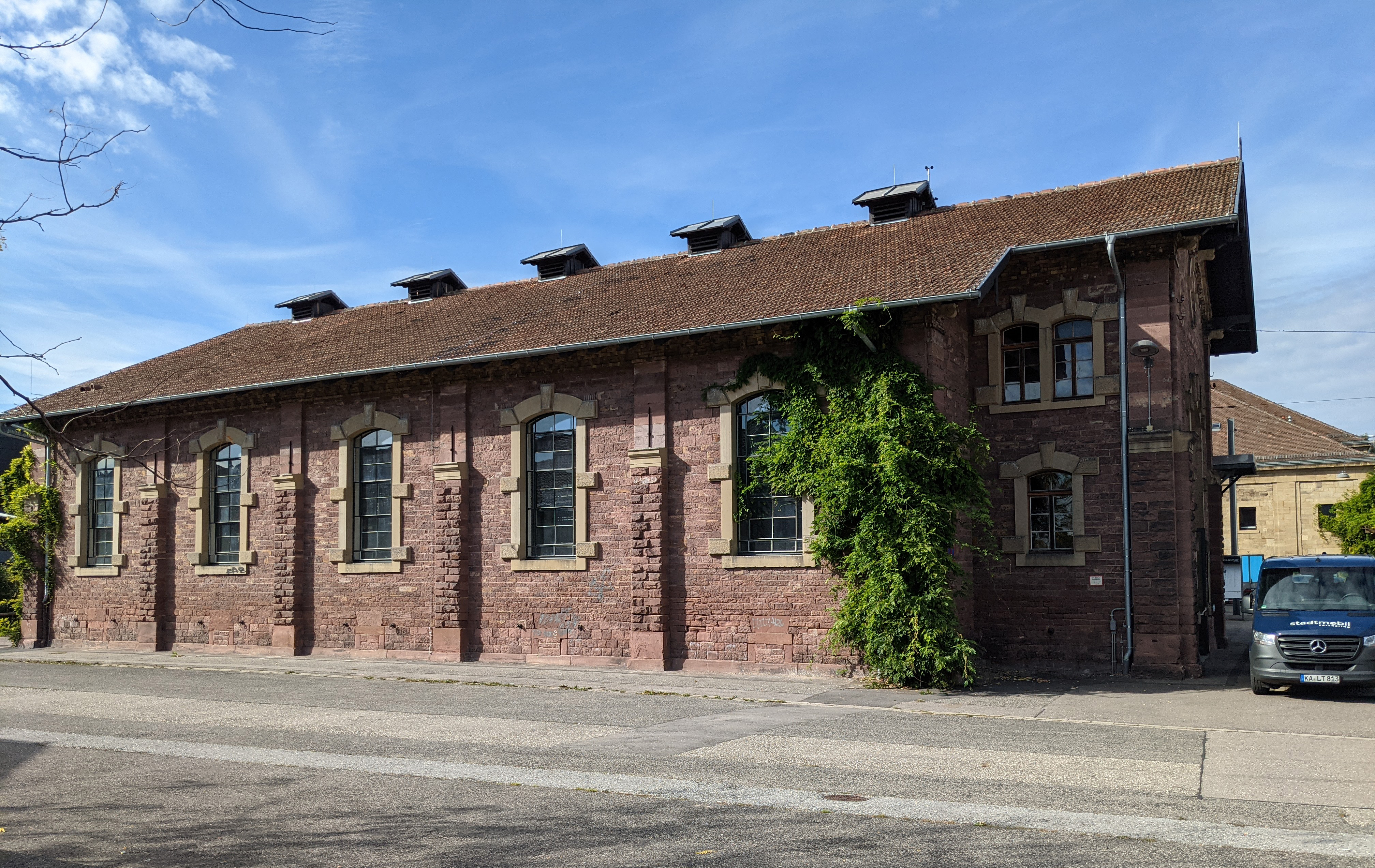
Fleischmarkthalle
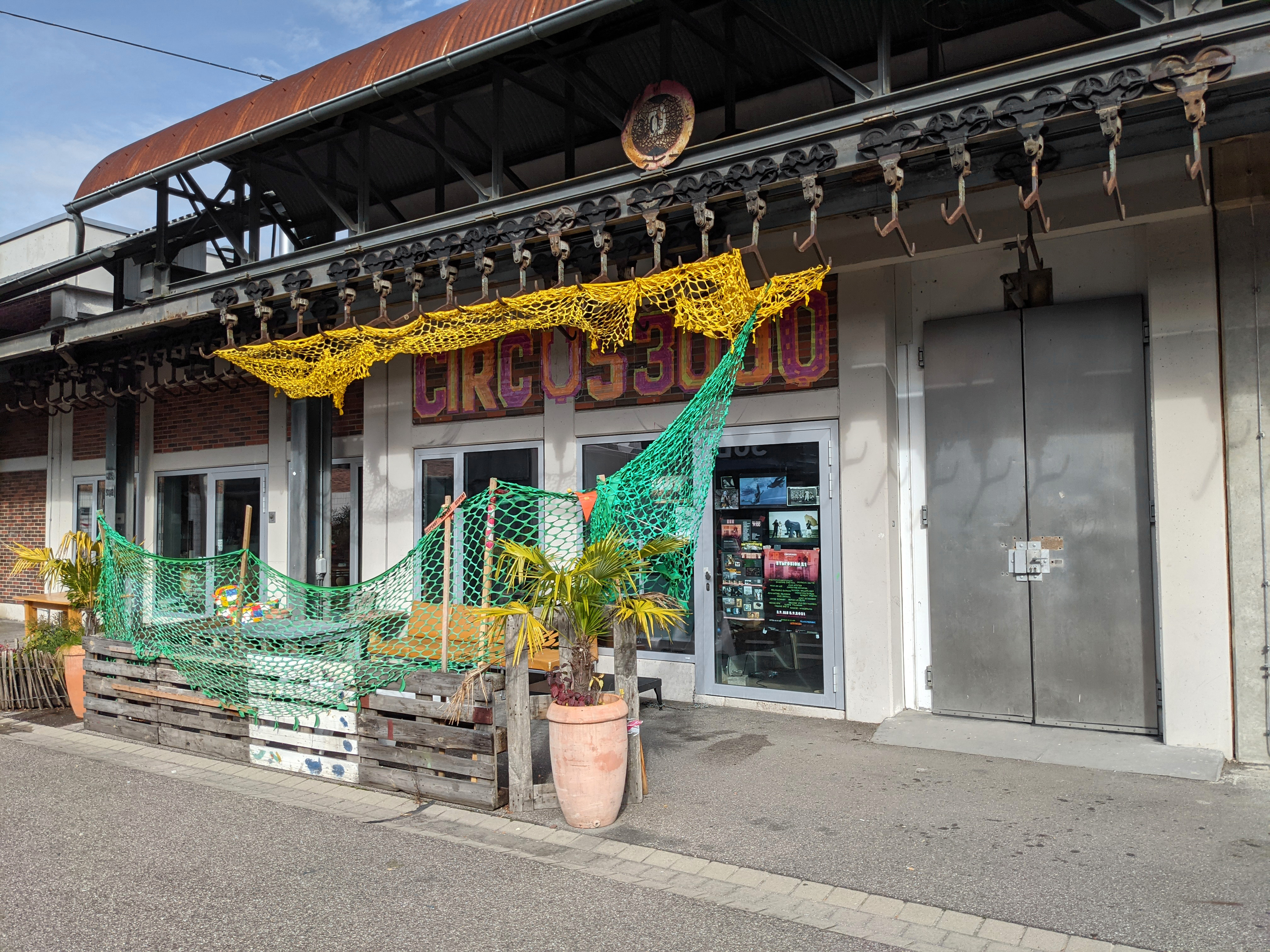
Fleischmarkthalle
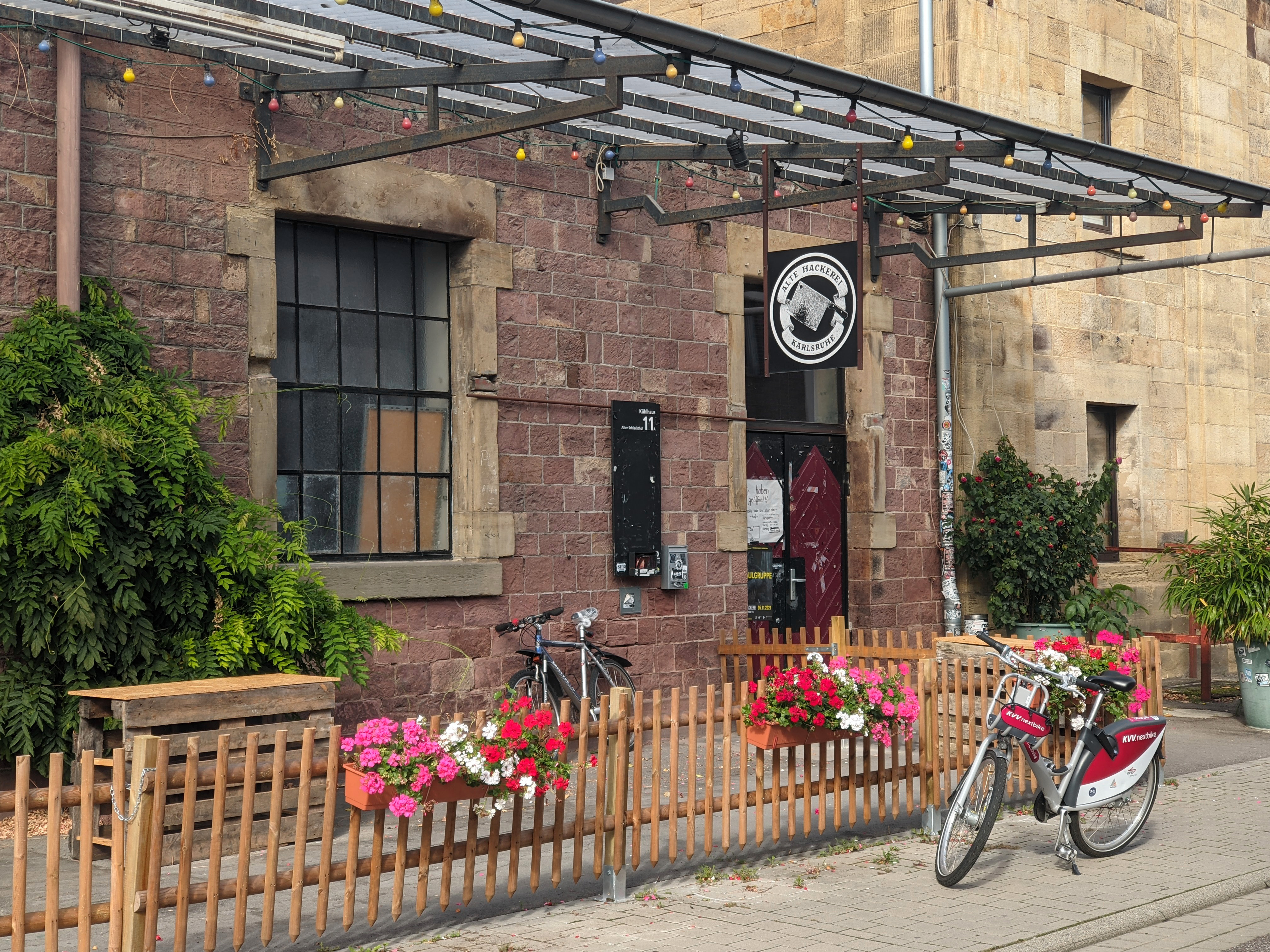
Alte Hackerei
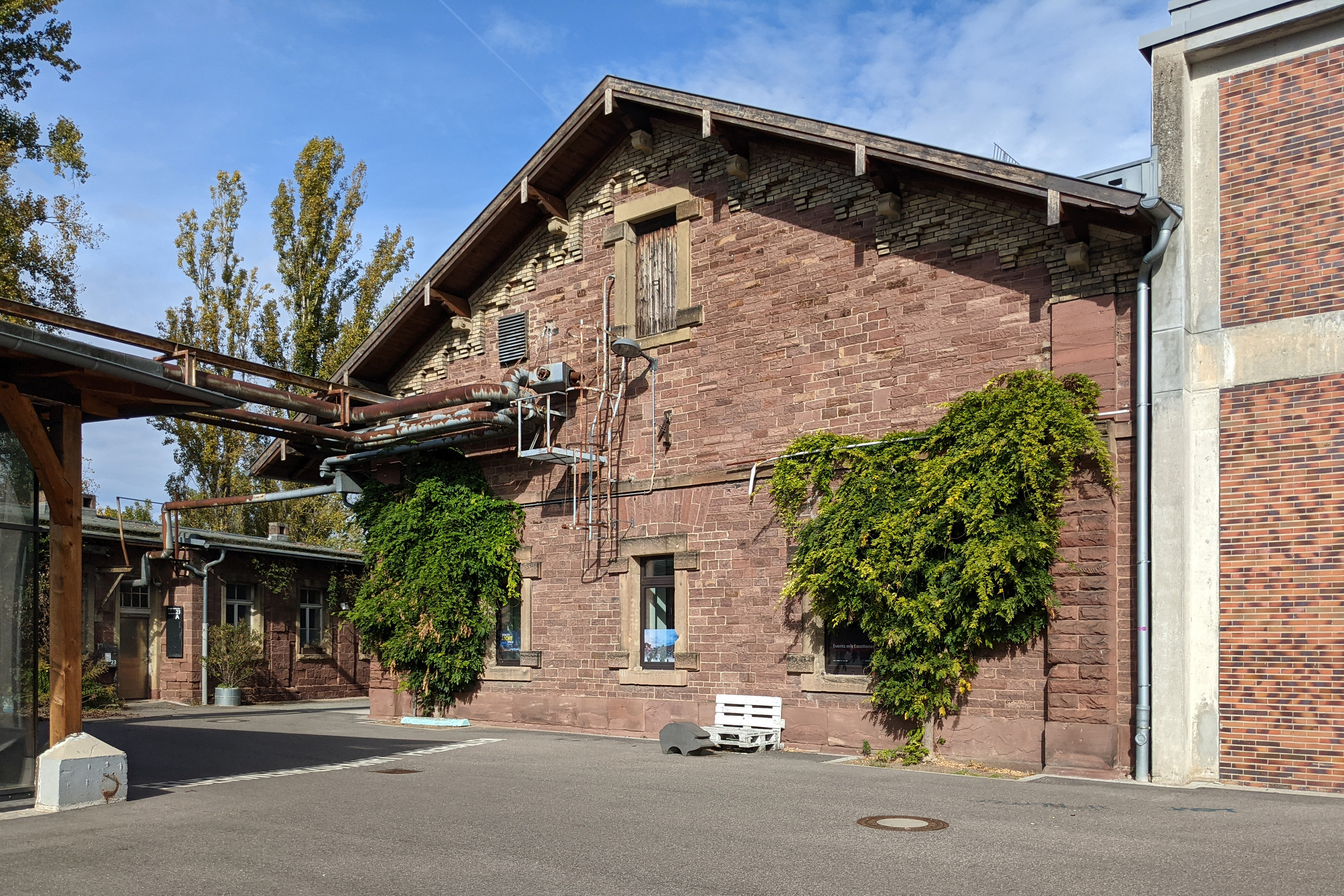
Kühlhaus
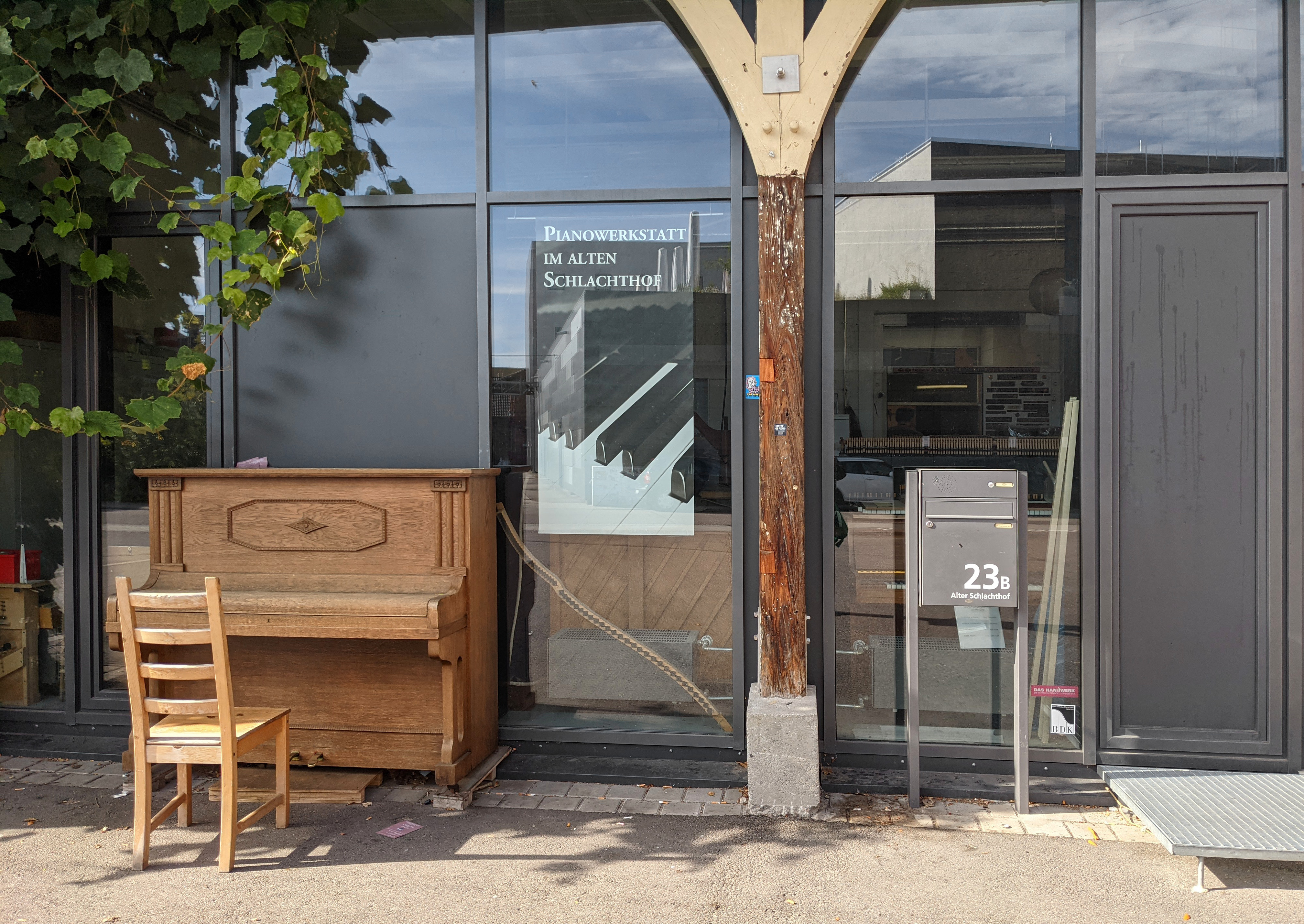
Pianowerkstatt
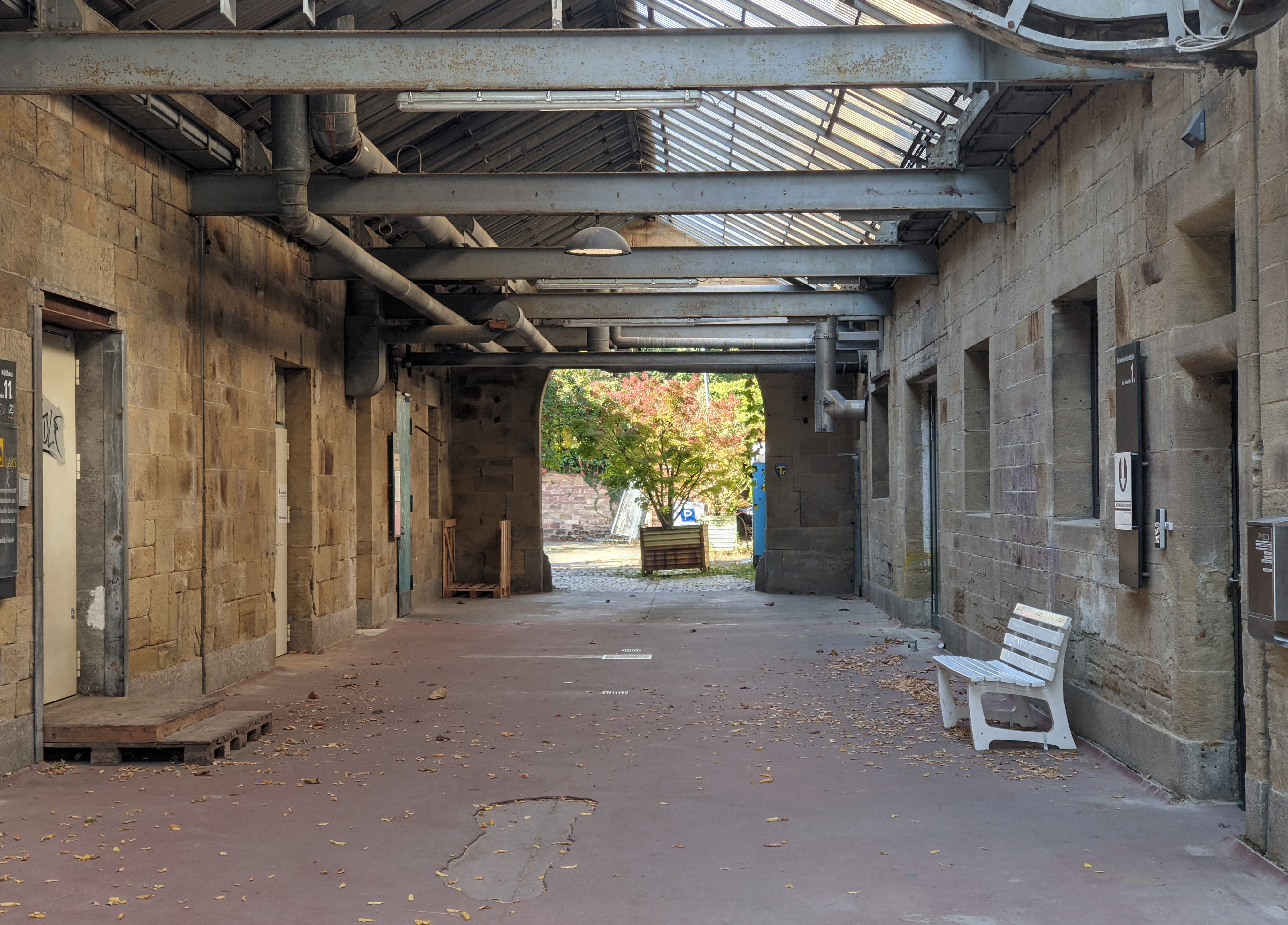
Durchgang Kühlhaus-Schweineschlachthaus
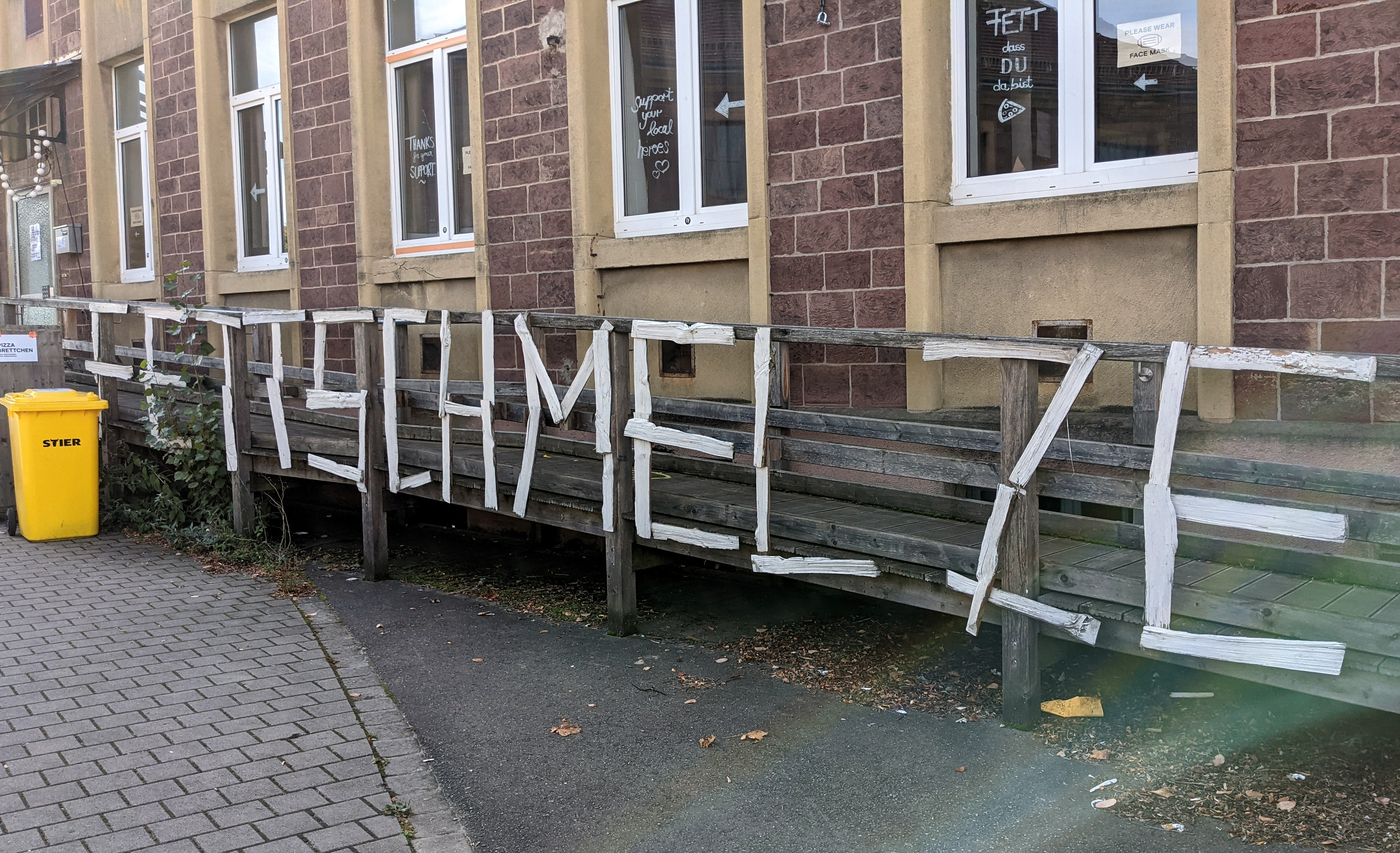
Fettschmelze